# جبنة بيمنتو
جبنة بيمنتو أو جبن الفلفل الحلو، هو طبق من مطبخ الولايات المتحدة (تحديداً جنوب الولايات المتحدة)، وهو طعام يدهن على الخبز أو يقدم كمقبلات، أساسه الجبن. ويعرف بلقب هو «كافيار الجنوب». تتضمن الوصفة الرئيسية عدداً قليلاً من المكونات كجبنة تشيدر الحارة أو الجبن المطبوخ (كجبنة فلفيتا أو الجبنة الأمريكية ومايونيز والفلفل الإسباني وملح الطعام والفلفل الأسود، بحيث تخلط المكونات لتصنع عجينة ناعمة.
من المكونات التي تختلف من منطقة إلى أخرى الجبن الكريمي وشطة لويزيانا وصلصة وركيسترشاير وهالبينو والبابريكا والفليفلة الحريفة والبصل والثوم و{القثاء المخلل
يمكن استخدام جبنة البيمنتو كطعام يدهن على الخبز أو على شابورة أو قطع الكرفس ومع رقائق التُّرتية. كما يمكن خلطها مع صفار البيض المخفوق وتقدم مع الهامبرغر وقطع الهوت دوغ يمكن استخدام جبنة بيمنتو كبديل لشرائح الجبنة في الشطائر.
شطيرة جبنة البيمنتو سهلة الإعداد وتقدم كوجبة سريعة وغير مكلفة للأطفال، وتقدم كطعام يؤكل باليد أو كوكتيل مع المقرمشات المزينة بجرجير الماء والمقطع إلى مثلثات أو تقدم ملفوفة ومقطعة إلى حلقات. وهي من الوجبات الخفيفة الشعبية في الفلبين